# Patti (Uttar Pradesh)
Patti è una suddivisione dell'India, classificata come nagar panchayat, di 8.798 abitanti, situata nel distretto di Pratapgarh, nello stato federato dell'Uttar Pradesh.